# 노먼 화이트사이드
노먼 화이트사이드(Norman Whiteside, 1965년 5월 1일 ~ )는 북아일랜드의 전직 축구 선수이다. 그는 북아일랜드 축구 국가대표팀에서 두 번의 월드컵에 출전했다. 화이트사이드는 첫 번째 월드컵인 1982년 FIFA 월드컵에 17세 41일의 나이로 출전했는데, 이는 월드컵 가장 어린 선수이다.